# Cinzio Filonardi
Cinzio Filonardi (Bauco, 1491 – Perugia, novembre 1534) fu vescovo di Terracina dal 1533 al 1534 e nipote del cardinale Ennio Filonardi.

## Biografia
Cinzio nacque a Bauco (attuale Boville Ernica), nel 1491, da Giovanni Filonardi, e Angela , del ramo di Domenico. 
Si distinse tanto negli studi da meritare d'esser nominato tesoriere generale di Marittima e Campagna in Ferentino.
Cinzio è a Ferentino già nei primi anni del Cinquecento, tale si rivela da alcuni rogiti notarili del 1529.
Nel 1532 è menzionato su un rogito notarile: come procuratore del cavaliere e commendatario fra Ottaviano di Montenero (Perugia), affitta alcuni beni della chiesa di San Giovanni in Veroli, appartenenti alla commenda melitense di San Giacomo di Ferentino.
Successivamente fu nominato pro-legato di Perugia e governatore di Orvieto, soprintendente alle armi e vice-legato dell'Umbria, per il cardinale Ippolito de' Medici, nipote del papa Clemente VII.
Il 7 novembre 1533 fu nominato vescovo di Terracina, Sezze e Priverno da Clemente VII.
Cinzio fu ucciso a Perugia nel 1534 durante un attentato ordito da Rodolfo Baglioni.